# Polyrhachis dives
Polyrhachis dives är en myrart som beskrevs av Smith 1857. Polyrhachis dives ingår i släktet Polyrhachis och familjen myror.

## Underarter
Arten delas in i följande underarter:
- P. d. belli
- P. d. dives
- P. d. rectispina
- P. d. siwiensis

## Bildgalleri

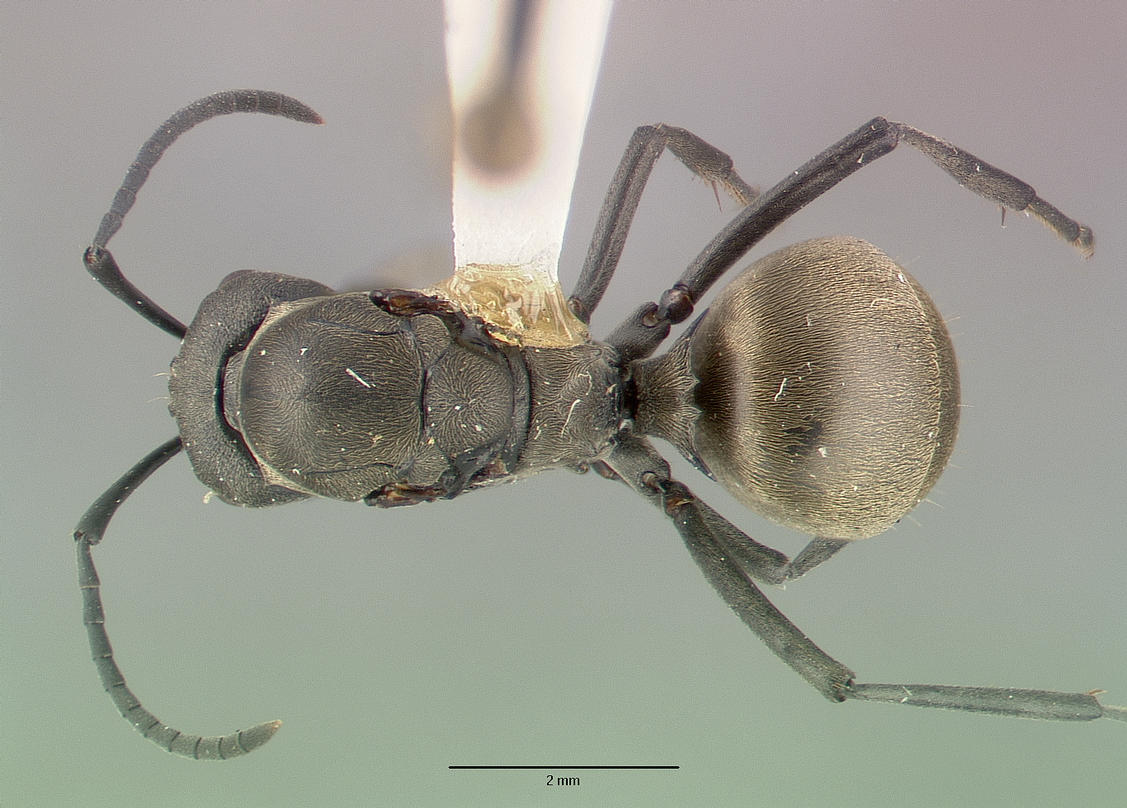
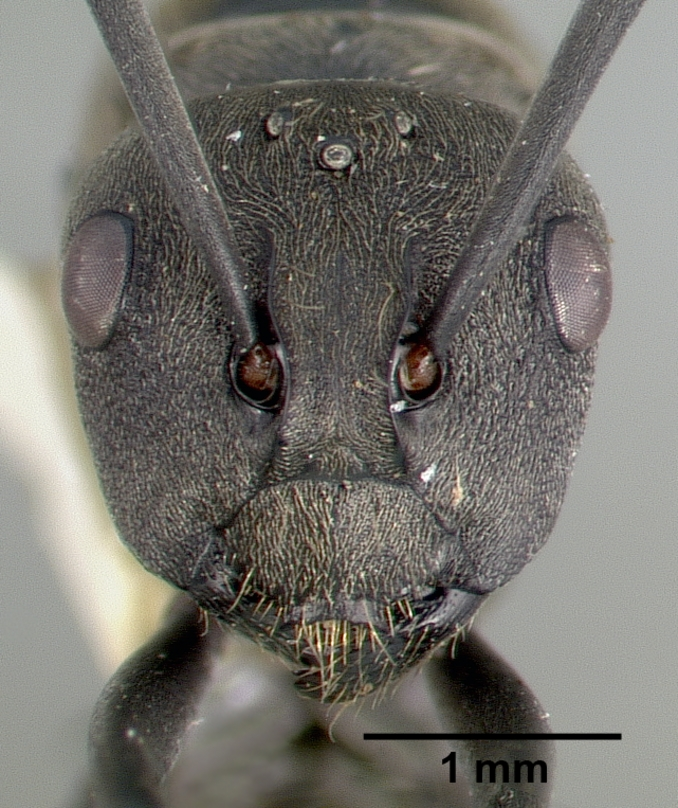
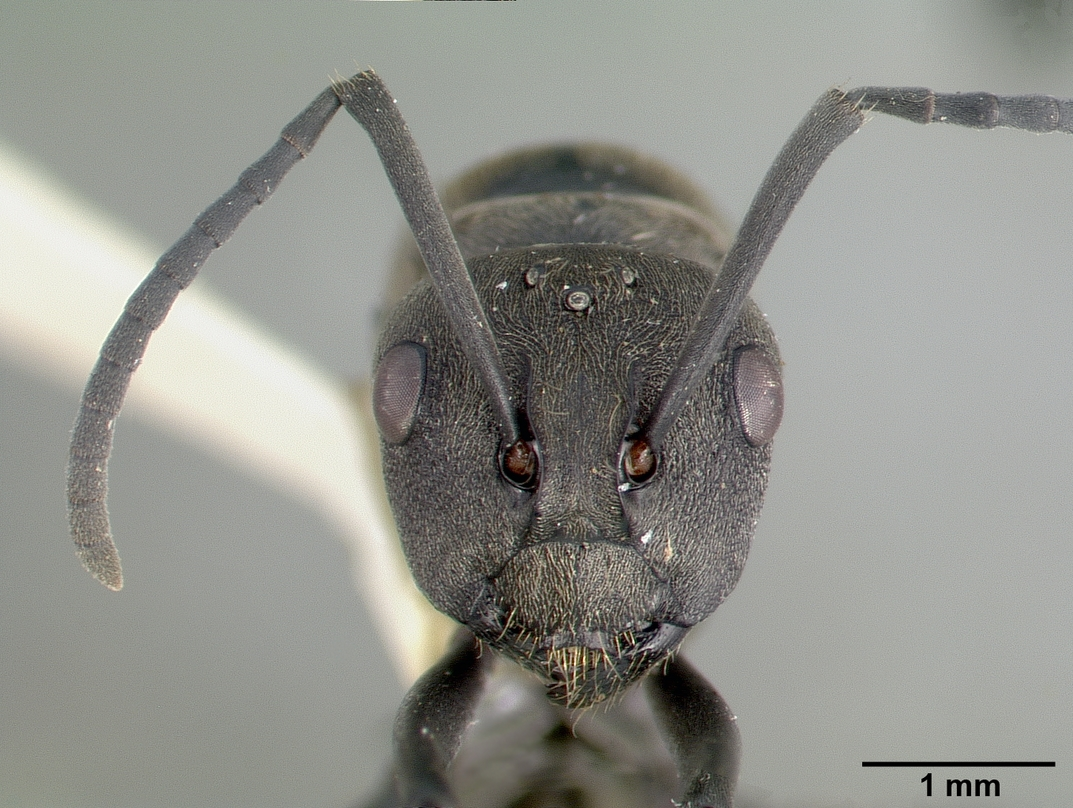
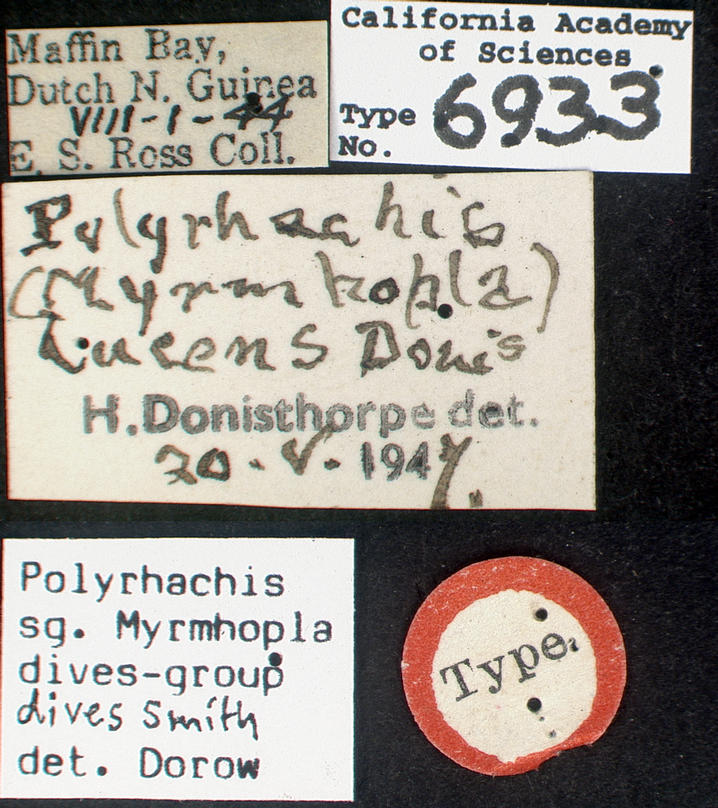
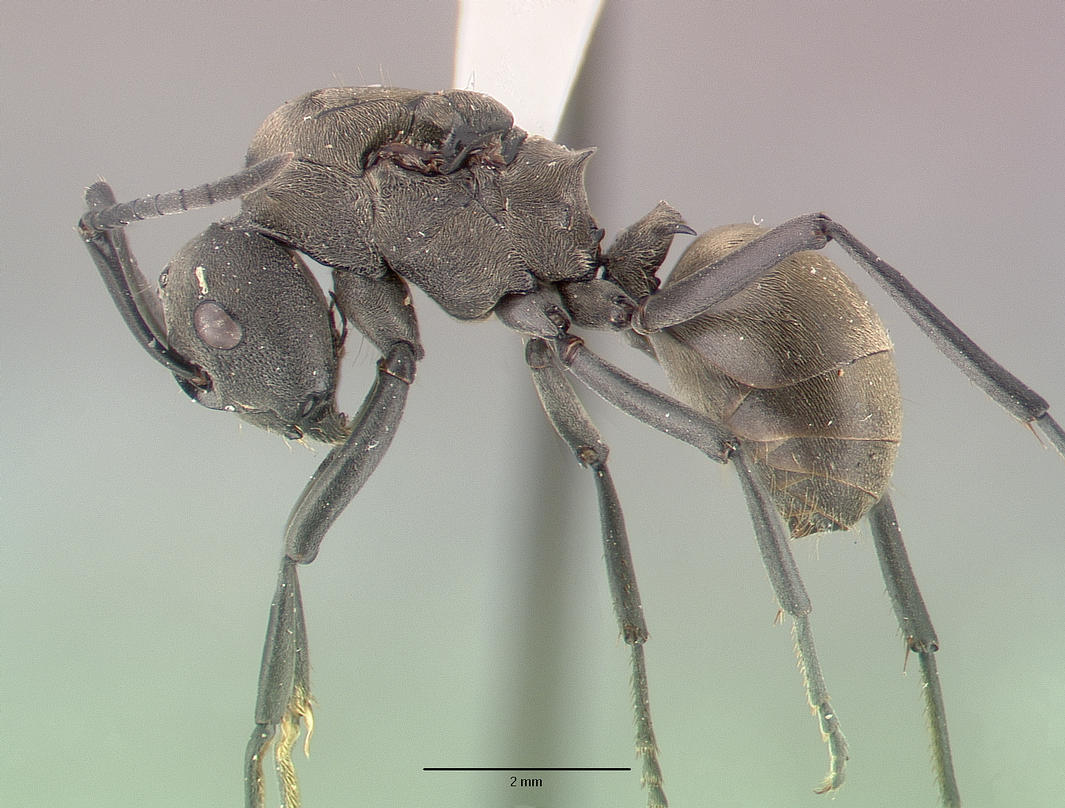